# Maserati Kubang
Le Maserati Kubang est un concept car de SUV réalisé par le constructeur automobile italien Maserati.

## Présentation

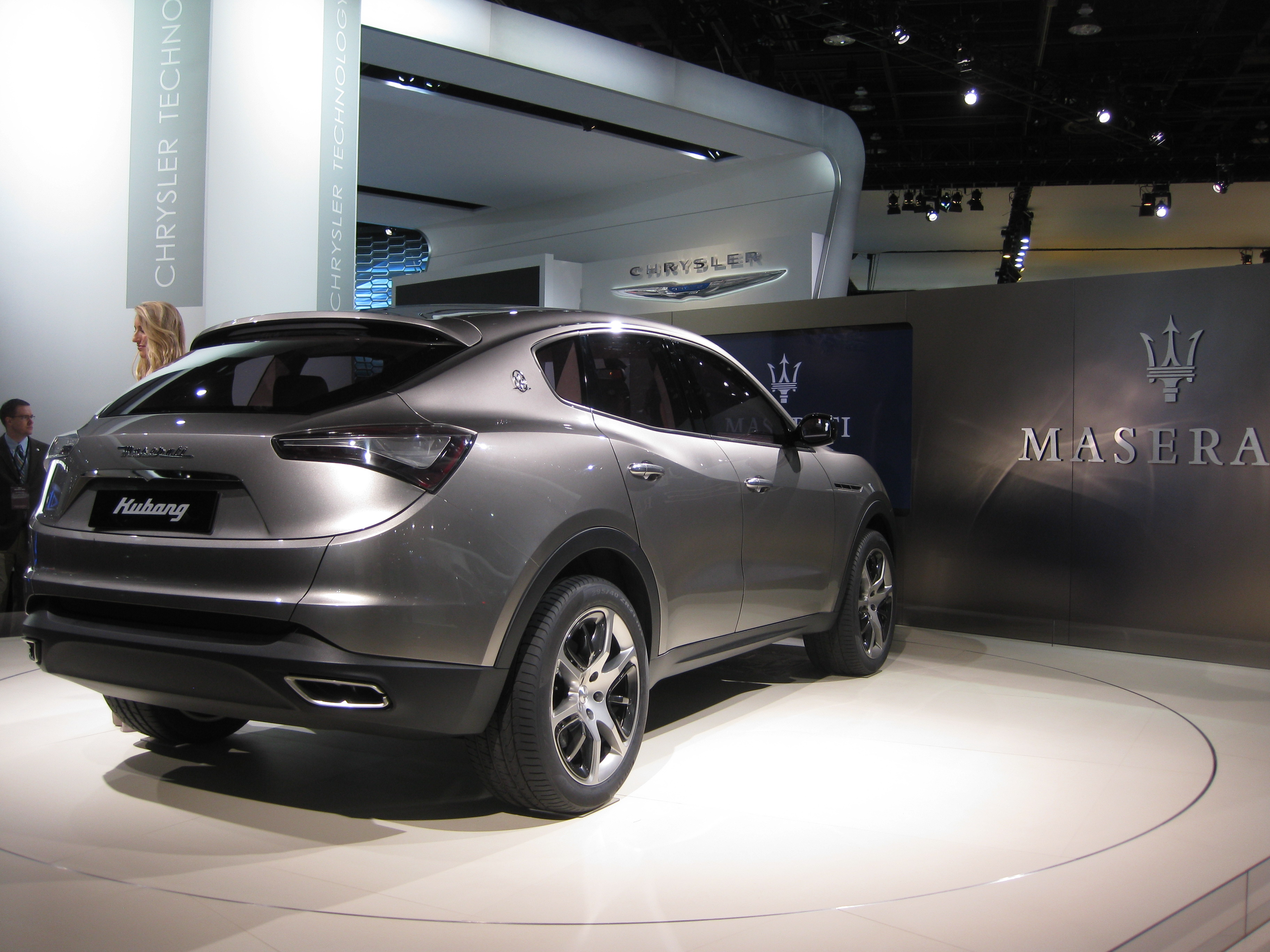
Vue arrière.

Le Kubang est présenté au salon de Francfort 2011.
Kubang est le nom donné à deux concept de SUV Maserati. Le premier a été présenté en 2003 et le second en 2011.
Le Maserati Kugang préfigure le SUV Maserati Levante produit à partir de 2016.